# Gunnarites
Gunnarites is een uitgestorven geslacht van mollusken, dat leefde tijdens het Laat-Krijt.

## Beschrijving
Deze ammoniet had een opvallende, evolute schelp met een afgeronde buikzijde. De sterke, regelmatige ribben vertoonden een getande rand en ontstonden bij een knobbel in de navel. De diameter van de schelp bedroeg ongeveer 16 cm.

## Leefwijze
Dit geslacht bewoonde zeegebieden in de neritische zone. Het was een trage zwemmer.